# Station Apeldoorn De Maten
Station Apeldoorn De Maten is een voorstadshalte in het zuidoosten van Apeldoorn aan de spoorlijn Apeldoorn – Zutphen. Het station is geopend op 10 december 2006.
Het enkelsporige station beschikt over één perron en is voorzien van een bijzondere overkapping. Er vertrekken stoptreinen in de richting van station Zutphen en station Apeldoorn.
Station Apeldoorn De Maten bedient voornamelijk de wijk De Maten met circa 30.000 inwoners. Via het station zijn een complex van 's Heeren Loo (het voormalige Groot Schuylenburg), Omnisport Apeldoorn en de later gebouwde wijk Groot-Zonnehoeve goed bereikbaar. Bij het station bevindt zich ook een transferium.

## Verbindingen
| Serie       | Treinsoort         | Route                                    | Bijzonderheden |
| ----------- | ------------------ | ---------------------------------------- | -------------- |
| 17800 RS 30 | Stoptrein (Arriva) | Zutphen – Apeldoorn De Maten – Apeldoorn |                |

## Afbeeldingen

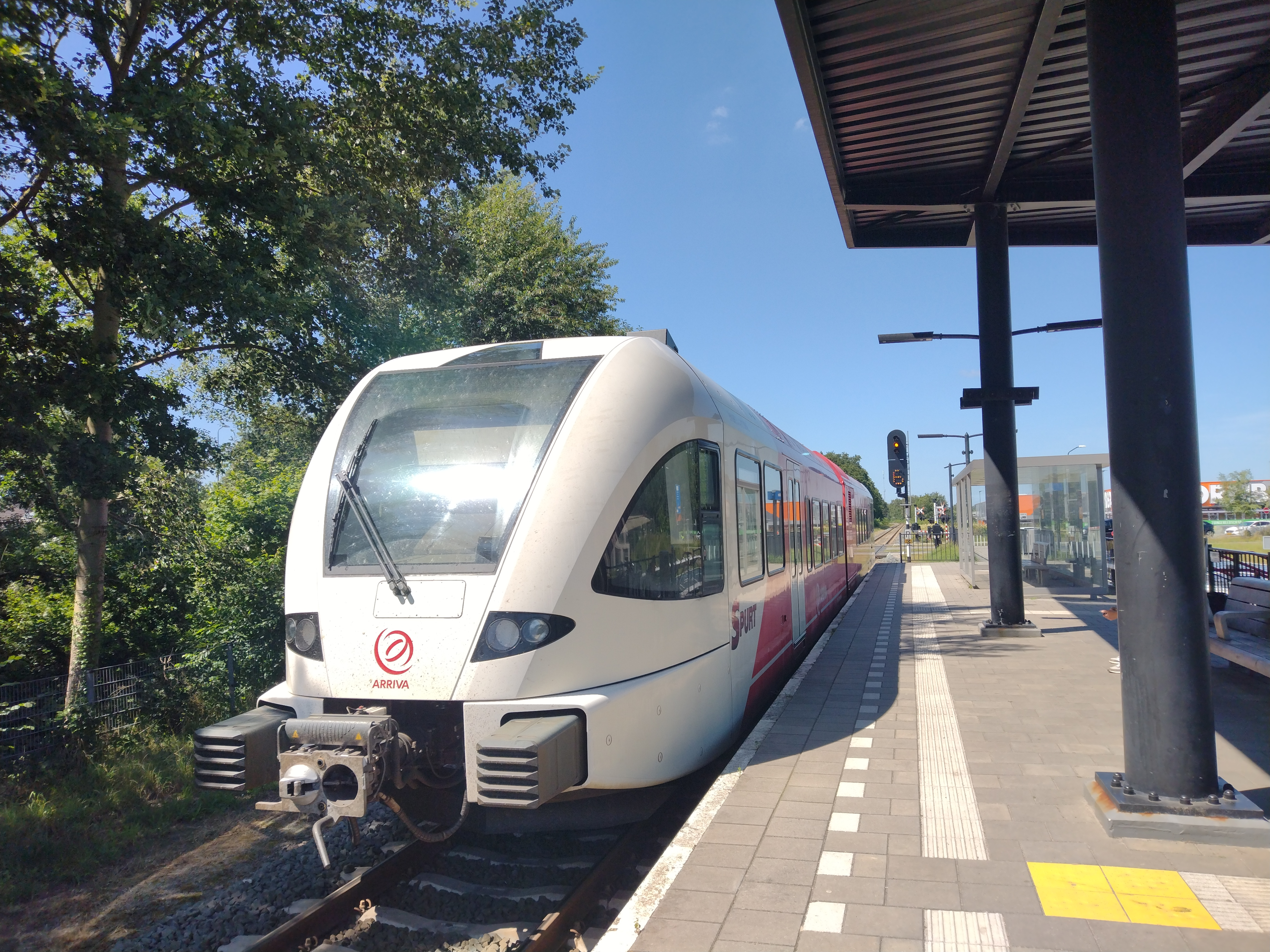
Arriva GTW op het station
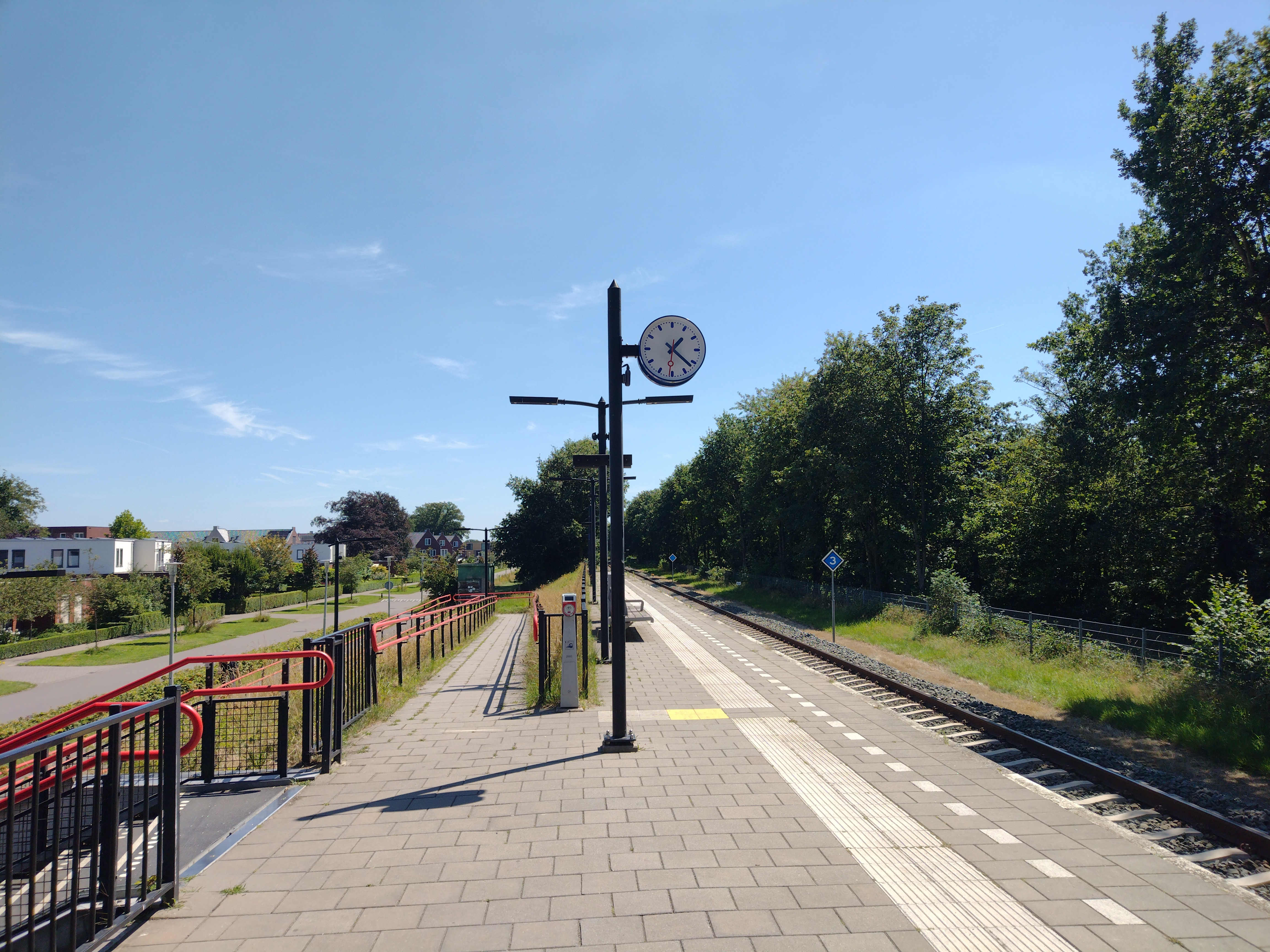
Perron
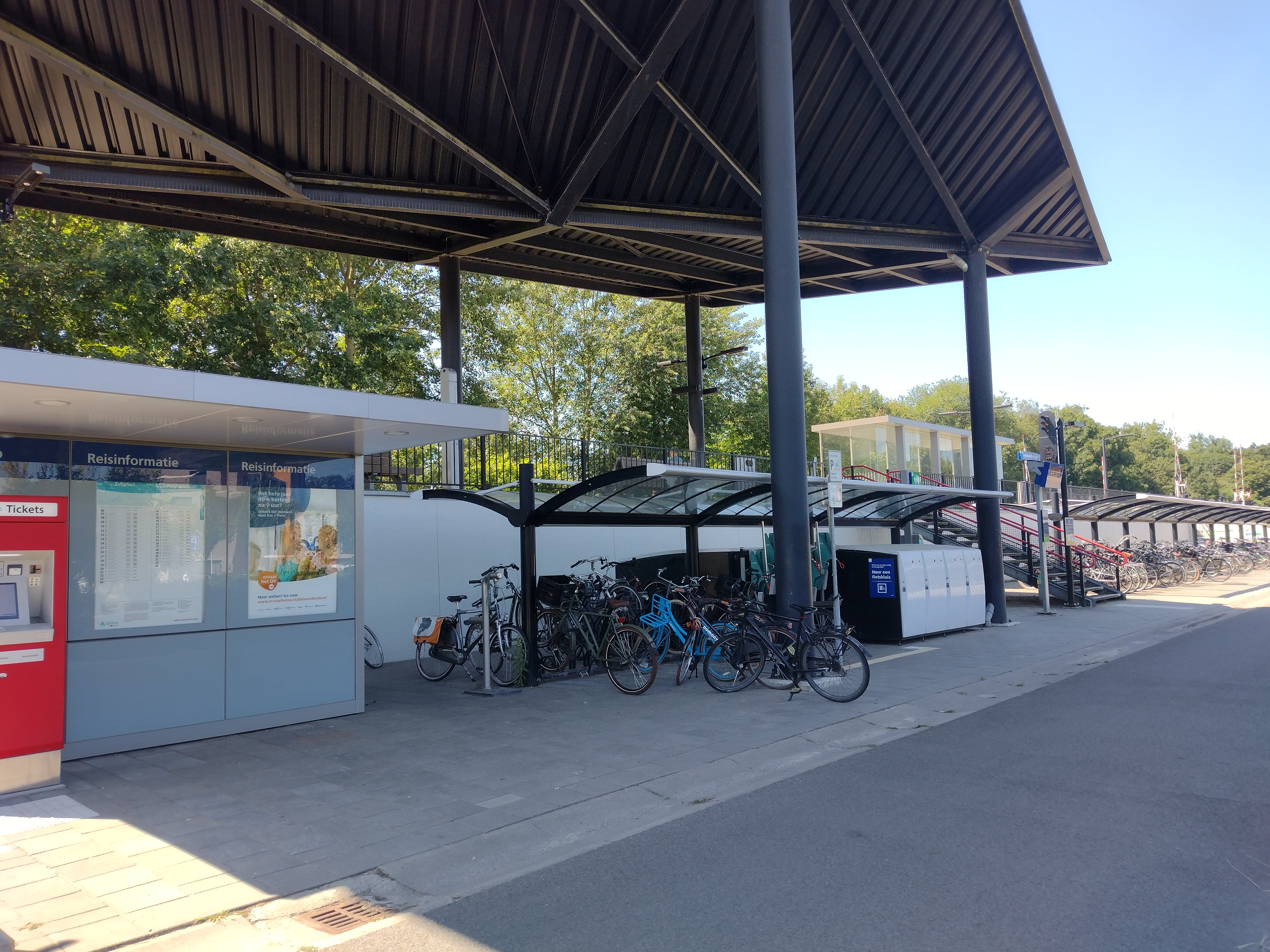
Overkapping